# Hypanartia atropos
Hypanartia atropos är en fjärilsart som beskrevs av Felder 1867. Hypanartia atropos ingår i släktet Hypanartia och familjen praktfjärilar. Inga underarter finns listade i Catalogue of Life.